# プロスペ・プレ

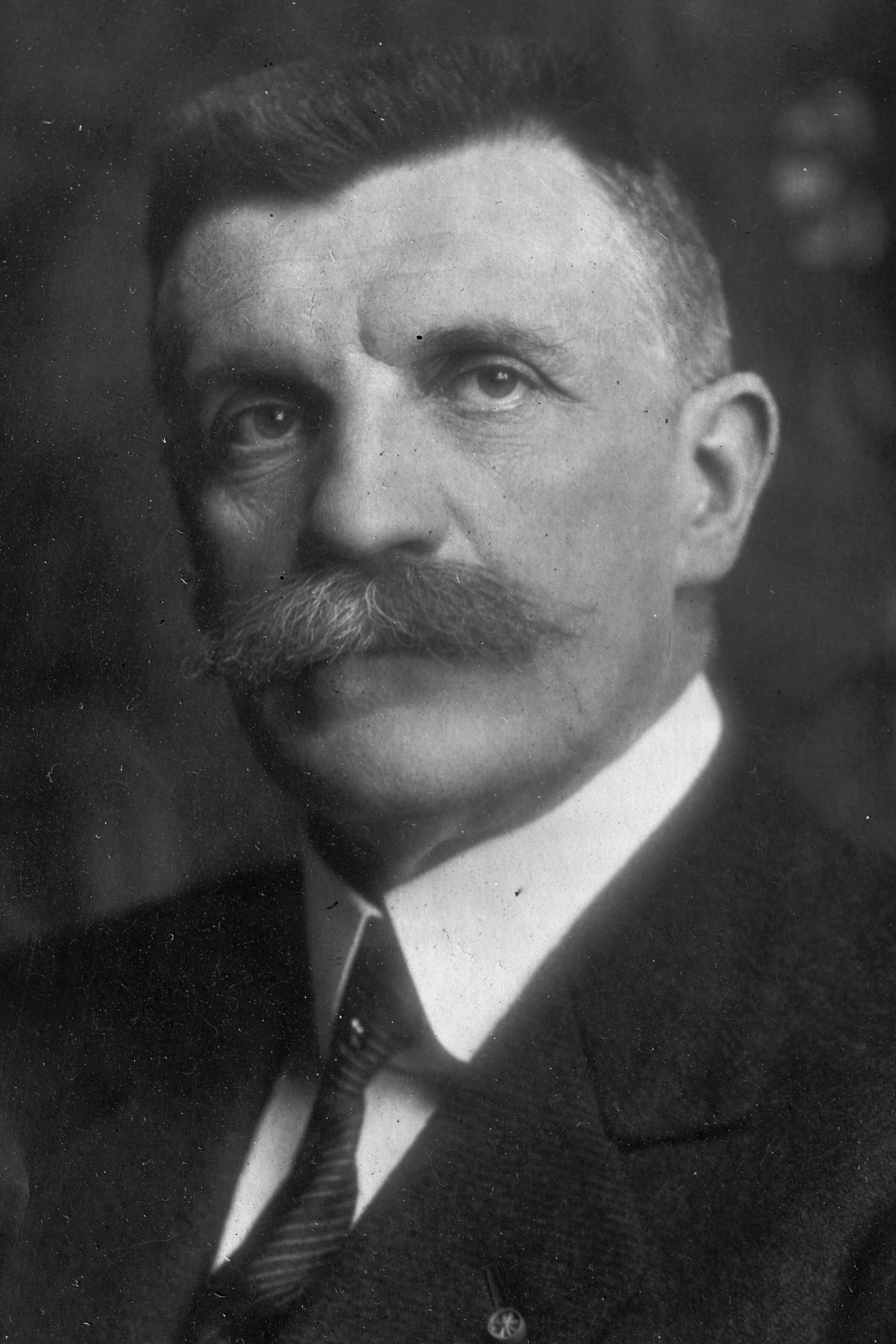
プロスぺ・プレ

プロスペ・アントワーヌ・マリー・ジョゼフ・プレ子爵（Prosper Antoine Marie Joseph burggraaf Poullet、1871年12月9日 - 1935年12月23日）は、ベルギーの政治家。
ルーヴェンで生まれ、ルーヴェン・カトリック大学で法学を学んだプレは、哲学と文学の博士号を取得し、母校で教授となった。プレはフラームス運動の中心人物であり、1908年に代議院議員に当選し政界に進出した。
カトリック党に所属し、1911年から1934年までいくつもの大臣職を歴任した。1911年から1918年まで、芸術・科学大臣。1919年から1920年まで、鉄道・郵政大臣。1924年から1925年まで、内務大臣。1925年には、経済担当大臣。1925年には、カトリック党と労働党の連立内閣の首班になり、首相に就任した。1926年の首相退任後は、1932年から1932年まで、再び内務大臣に就任した。

## 首相在任期間
- プレ内閣：1925年6月17日 - 1926年5月20日 （カトリック党、労働党）

| 公職                                  | 公職                                 | 公職                      |
| ------------------------------------- | ------------------------------------ | ------------------------- |
| 先代 アロイス・ファン・デ・フィフェレ | ベルギー王国首相 第33代：1925 - 1926 | 次代 アンリ・ジャスパール |